# Żywice alkidowe
Żywice alkidowe (alkidale) – żywice polimerowe z grupy poliestrów, powstające np. w wyniku polikondensacji alkoholi polihydroksylowych i kwasów polikarboksylowych. Pierwszymi znanymi alkidalami były gliptale, zbudowane z reszt gliceryny i kwasu ftalowego. Alkidale mogą być modyfikowane, np. kwasami karboksylowymi, kwasami żywicznymi lub olejami roślinnymi. Stosowane jako lakiery, w Polsce znane jako poloftale i polomale.
Ze względu na liczbę dodatków dzieli się je na bardzo chude (<35%), chude (35–45%), średnie (46–55%), tłuste (56–70%) bardzo tłuste (>70%). Żywice chude są rozpuszczalne jedynie w węglowodorach aromatycznych (np. toluenie lub ksylenie), tłuste w alifatycznych, żywice średniozatłuszczone w mieszankach węglowodorów aromatycznych i alifatycznych.